# Ostrog (Kaštel Lukšić)
Ostrog, bivše srednjovjekovno naselje. Nalazilo se na padinama gore Kozjaka sjeverno od Kaštel Lukšića, čijem području pripada. Ostrog je postojao u srednjem vijeku i bio je naseljem hrvatskih plemenitaša Didića. U Ostrogu je od znamenitosti ostala crkva sv. Lovre. Crkva je dala ime toponimu, čega je svjedok isprava iz 1327. u kojoj se spominje toponim Lovrine, što je osnova pretpostavci da je crkva srednjovjekovna.